# Ceratonereis pachychaeta
Ceratonereis pachychaeta är en ringmaskart som först beskrevs av Fauvel 1918.  Ceratonereis pachychaeta ingår i släktet Ceratonereis och familjen Nereididae. Inga underarter finns listade i Catalogue of Life.